# Emmanuel Sanders
Emmanuel Niamiah Sanders (nacido el 17 de marzo de 1987) es un exjugador profesional de fútbol americano estadounidense que jugaba en la posición de wide receiver y su último equipo fue los Buffalo Bills de la National Football League (NFL).

## Biografía
Sanders asistió a Bellville High School en Bellville, Texas, donde fue una estrella en cuatro deportes; baloncesto, fútbol americano, béisbol y atletismo.
Sanders acabaría recibiendo ofertas de becas de TCU, Kansas, Baylor, Houston y SMU, decantándose por esta última.

## Carrera

### Pittsburgh Steelers
Sanders fue seleccionado por los Pittsburgh Steelers en la tercera ronda (puesto 82) del Draft de la NFL de 2010.
Con los Steelers, Sanders ganó un título de división, un campeonato de la AFC y llegó a la Super Bowl XLV, donde perdió frente a los Green Bay Packers por 25-31.

### Denver Broncos
El 15 de marzo de 2014, Sanders firmó como agente libre con los Broncos. Al día siguiente, después de que se anunciara el contrato de 3 años por $15 millones, los ejecutivos que representan a los Kansas City Chiefs se quejaron de que Sanders había aceptado un acuerdo con los Chiefs.

En su primera temporada, Sanders logró sus mejores marcas personales en recepciones (101), yardas por recepción (1,404) y touchdowns (9). Tras esto, Sanders fue nombrado para participar en el Pro Bowl.
El 7 de febrero de 2016, los Broncos derrotaron a los Carolina Panthers en el Super Bowl 50 por 24-10, consiguiendo así Sanders su primer Super Bowl.
El 7 de septiembre de 2016, Sanders renovó tres años más su contrato con los Broncos.

### San Francisco
El martes 22 de octubre se da el cambio con San Francisco 49's a cambio de una tercera y cuarta ronda.

## Estadísticas
|  | Campeón de la NFL |

### Temporada regular
| Temporada | Temporada  | Temporada | Temporada | Recepciones | Recepciones | Recepciones | Recepciones | Recepciones | Carreras | Carreras | Carreras | Carreras | Carreras | Fumbles | Fumbles |
| Año       | Equipo     | PJ        | PT        | REC         | YDS         | %           | LAR         | TD          | CAR      | YDS      | %        | LAR      | TD       | FUM     | PER     |
| --------- | ---------- | --------- | --------- | ----------- | ----------- | ----------- | ----------- | ----------- | -------- | -------- | -------- | -------- | -------- | ------- | ------- |
| 2010-11   | Pittsburgh | 13        | 1         | 28          | 376         | 13.4        | 35          | 2           | --       | --       | --       | --       | --       | 2       | 1       |
| 2011-12   | Pittsburgh | 11        | --        | 22          | 288         | 13.1        | 32          | 2           | --       | --       | --       | --       | --       | --      | --      |
| 2012-13   | Pittsburgh | 16        | 7         | 44          | 626         | 14.2        | 37          | 1           | 1        | 4        | 4.0      | 4        | --       | 3       | 2       |
| 2013-14   | Pittsburgh | 16        | 10        | 67          | 740         | 11.0        | 55T         | 6           | 1        | 25       | 25.0     | 25       | --       | 1       | --      |
| 2014-15   | Denver     | 16        | 16        | 101         | 1,404       | 13.9        | 48          | 9           | 8        | 44       | 5.5      | 13       | --       | 1       | --      |
| 2015-16   | Denver     | 15        | 15        | 76          | 1,135       | 14.9        | 75T         | 6           | 3        | 29       | 9.7      | 24       | --       | 2       | 2       |
| 2016-17   | Denver     | 16        | 16        | 79          | 1,032       | 13.1        | 64          | 5           | 1        | 4        | 4.0      | 4        | --       | 1       | --      |
| Total     | Total      | 103       | 65        | 417         | 5,601       | 13.4        | 75T         | 31          | 14       | 106      | 7.6      | 25       | 0        | 10      | 5       |

### Playoffs
| Temporada | Temporada  | Temporada | Temporada | Recepciones | Recepciones | Recepciones | Recepciones | Recepciones | Carreras | Carreras | Carreras | Carreras | Carreras | Fumbles | Fumbles |
| Año       | Equipo     | PJ        | PT        | REC         | YDS         | %           | LAR         | TD          | CAR      | YDS      | %        | LAR      | TD       | FUM     | PER     |
| --------- | ---------- | --------- | --------- | ----------- | ----------- | ----------- | ----------- | ----------- | -------- | -------- | -------- | -------- | -------- | ------- | ------- |
| 2011      | Pittsburgh | 3         | --        | 7           | 91          | 13.0        | 20          | --          | --       | --       | --       | --       | --       | --      | --      |
| 2012      | Pittsburgh | 1         | --        | 6           | 81          | 13.5        | 18          | --          | --       | --       | --       | --       | --       | --      | --      |
| 2015      | Denver     | 1         | 1         | 7           | 46          | 6.6         | 17          | --          | --       | --       | --       | --       | --       | --      | --      |
| 2016      | Denver     | 3         | 3         | 16          | 230         | 14.4        | 34          | --          | --       | --       | --       | --       | --       | --      | --      |
| Total     | Total      | 8         | 4         | 36          | 448         | 12.4        | 34          | 0           | 0        | 0        | 0        | 0        | 0        | 0       | 0       |